# St. Martini (Estebrügge)

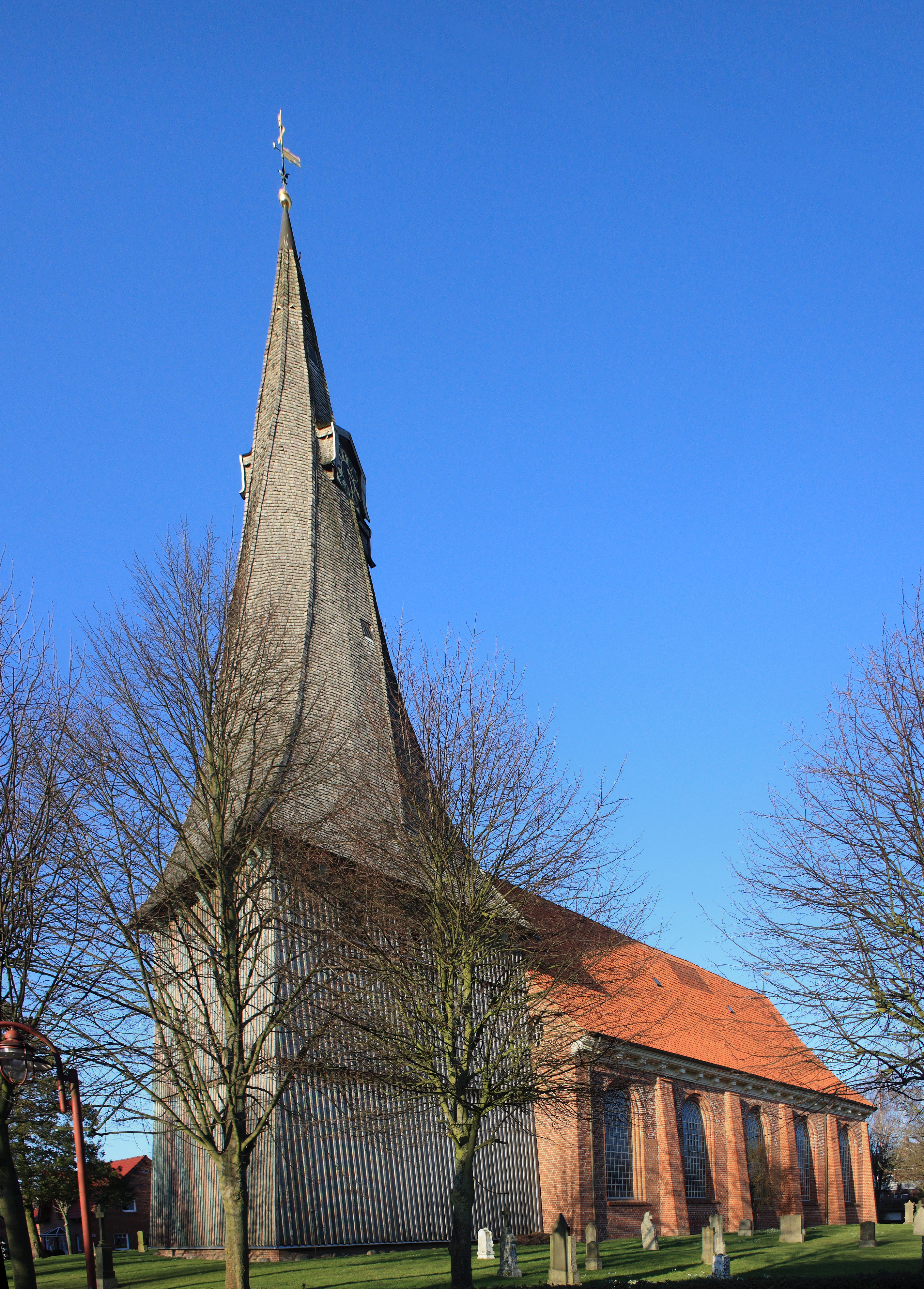
St. Martini

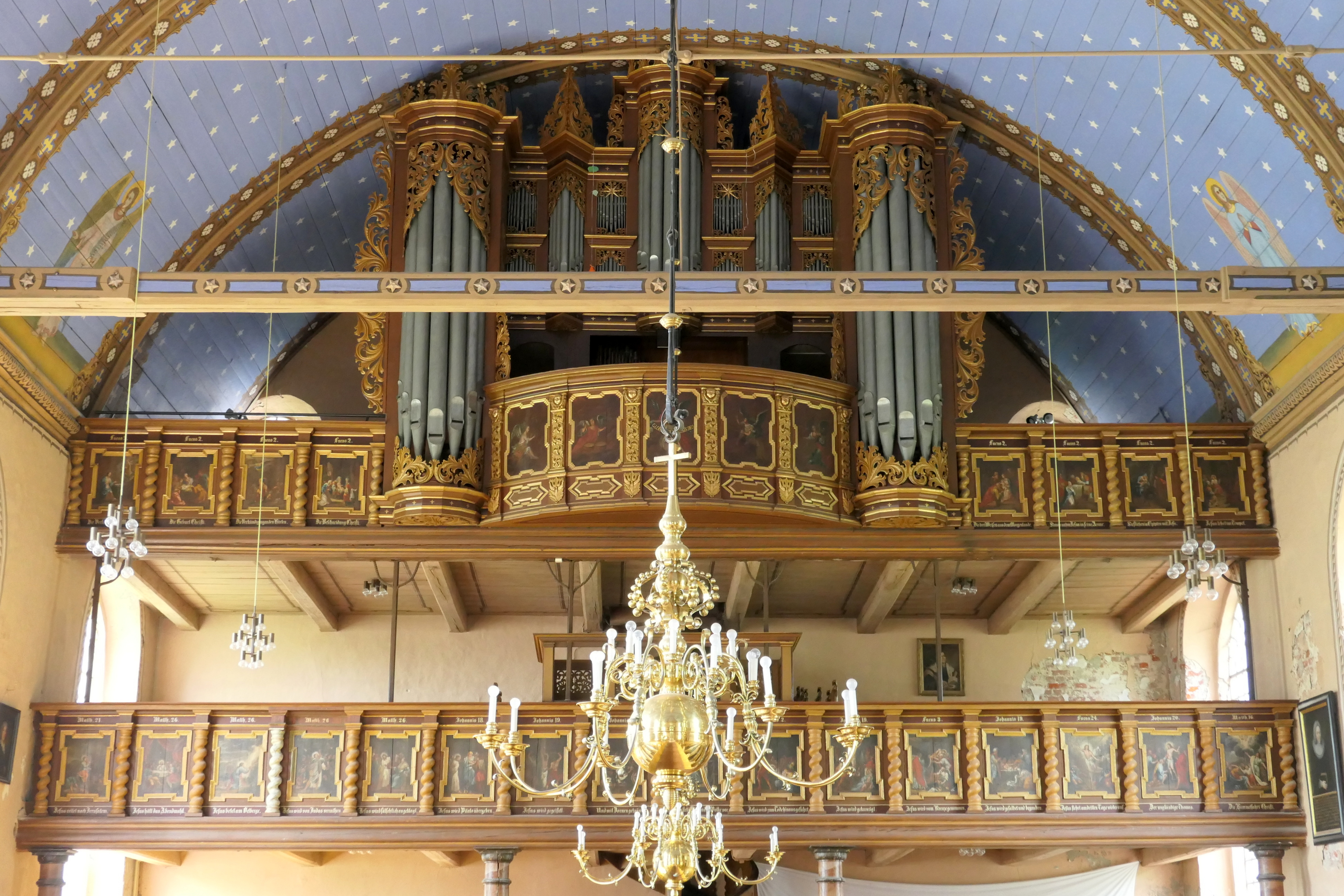
Emporen

Die evangelisch-lutherische denkmalgeschützte Kirche  St. Martini steht in Estebrügge, einem Ortsteil der Gemeinde Jork im Landkreis Stade von Niedersachsen. Die Kirchengemeinde gehört zum Kirchenkreis Stade im Sprengel Stade der Evangelisch-lutherischen Landeskirche Hannovers.

## Beschreibung
Die mittelgroße barocke Saalkirche aus Backsteinen mit einem dreiseitigen Abschluss im Osten wurde laut Inschrift über einem Portal im Norden 1700 erbaut. Das Langhaus aus fünf Achsen ist durch Strebepfeiler und große Bogenfenster gegliedert. Unterhalb der Dachtraufe befindet sich ein breites, auf hölzernen Konsolen ruhendes Traufgesims. Unmittelbar vor der Westwand steht ein hölzerner Glockenturm, in dem drei Kirchenglocken hängen und der mit einem spitzen, „geflammten“, also in sich gedrehten, schiefergedeckten Helm bedeckt ist. Das Gewände des Hauptportals hat seitlich Pilaster und oben einen Segmentgiebel. Das etwas kleinere Portal hat einen gesprengten Giebel, in dessen Mitte und eine Statue des heiligen Martin steht.
Der von einem breitgespannten hölzernen segmentförmigen Tonnengewölbe überspannte Innenraum wurde 1988–91 umfassend restauriert, dabei wurde die Deckenmalerei von 1868 wieder hergestellt. Bei der Kirchenausstattung wurden Stücke aus dem Vorgängerbau übernommen. Am Altarretabel von 1657 ist ein Gemälde über die Geißelung Christi von einfachen Säulen und Gebälk gerahmt. Darüber ist ein kleines Kruzifix gemalt. Am polygonalen Korb der Kanzel stehen Statuetten zwischen Säulen. Der Schalldeckel war ursprünglich der Deckel eines Taufbeckens. Die doppelgeschossige Empore im Westen wird über eine geschwungene Wendeltreppe erreicht. Auf der oberen Empore steht die Orgel, deren Prospekt von Arp Schnitger stammt. Sie hat 34 Register, verteilt auf zwei Manuale und ein Pedal, und wurde 1959 von Emanuel (Magnus) Kemper gebaut.